# Ellenberg (Kappeln)
Ellenberg (dänisch: Ellebjerg) ist ein Ortsteil der Stadt Kappeln im Kreis Schleswig-Flensburg in Schleswig-Holstein. Der Ort liegt östlich der Kernstadt Kappeln direkt an der westlich verlaufenden Schlei. Südlich verläuft die B 203.
Der Ort ist erstmals 1450 schriftlich dokumentiert. Der Ortsname geht vermutlich auf dän. elm für Ulme oder auf Erlen (dänisch El(le); altnordisch elri) zurück.

## Sehenswürdigkeiten
Die Auferstehungskirche ist als Kulturdenkmal gelistet (siehe Liste der Kulturdenkmale in Kappeln).